# Mashan, Nanning
Mashan är ett härad som lyder under Nannings stad på prefekturnivå i den autonoma regionen Guangxi i sydligaste Kina.